# Stassano

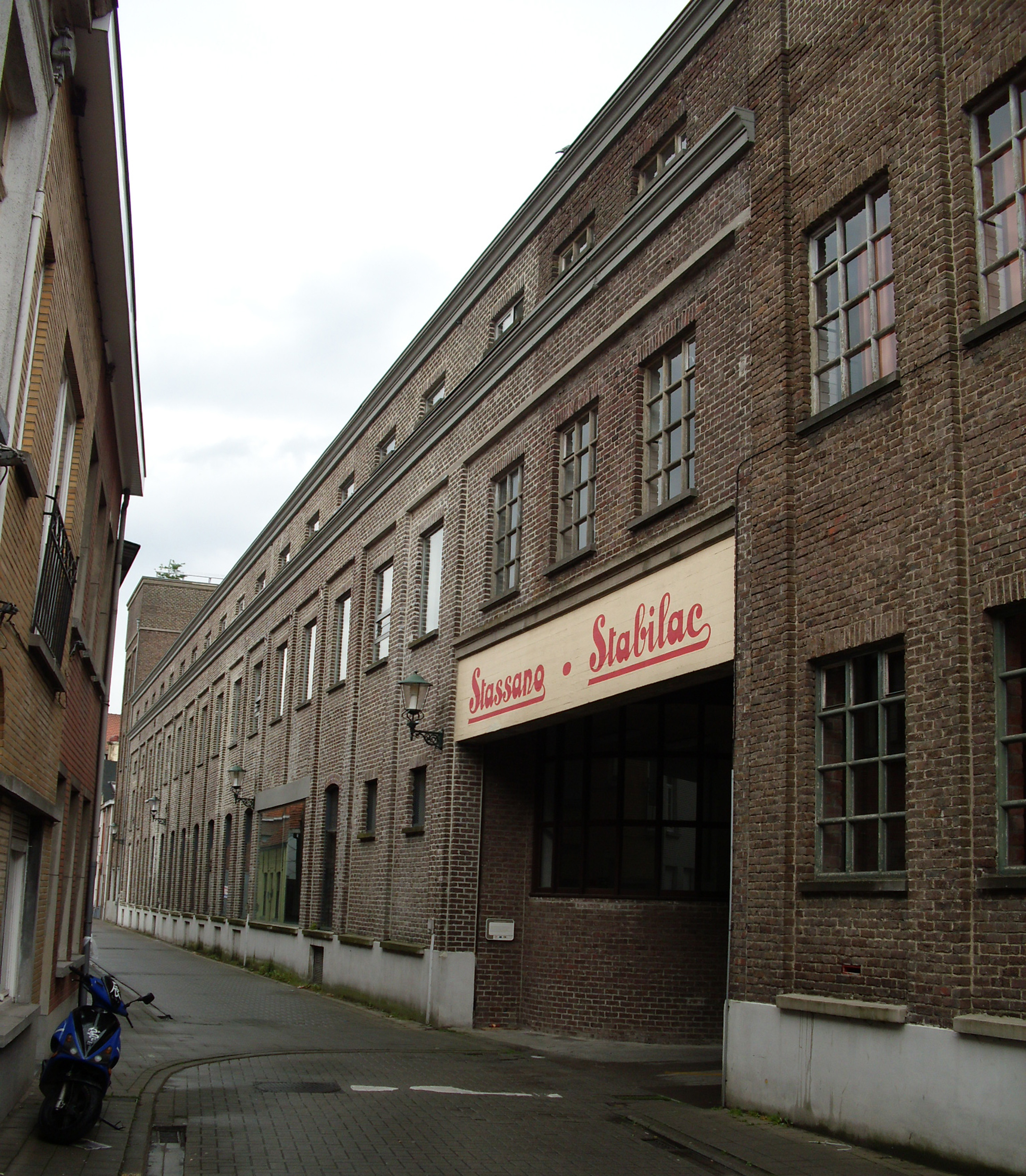
De Stassano in 2009.

De Stassano of De Melkindustrie NV was een zuivelbedrijf in de Belgische stad Eeklo, dat gesitueerd was in de Raamstraat.

## Geschiedenis
De zuivelfabriek Stassano werd opgericht in 1937 door dezelfde aandeelhouders als de NV Lacsoons uit Rotselaar. Het waren de Lacsoons-merknamen Stassano en Stabilac, die zodoende in het Meetjesland op de markt werden gebracht.
Het bedrijf ging van start in een voormalige leerlooierij Vermast. De huidige gebouwen dateren van 1952, naar de plannen van de Eeklose architect L. Van Cauwenberghe.
In de jaren 50 bracht men de frisdrank Stanola op de markt op basis van melk. Het bleef echter bij een experiment en het drankje was geen lang leven beschoren.
Toch ging de tewerkstelling in stijgende lijn, van 72 werknemers in 1958 naar 168 in 1976. Rond 1980 ging de productie naar Rotselaar, om vervolgens overgenomen te worden door Comelco. Ondanks die overname is de merknaam Stassano nog tot 2003 in gebruik gebleven. Dan werd hij vervangen door Campina, de latere overnemer van Comelco.
Eens een onderdeel van Comelco stopte de productie en werd de Stassano gebruikt als verdeeldepot. Rond 1990 kocht de stad Eeklo het ganse complex, om nadien een deel ervan door te verkopen aan de Christelijke Mutualiteit. Architect Stéphane Beel tekende de plannen voor de verbouwing van de melkfabriek naar de kantoren en loketten die de CM er onderbracht. Een ander deel werd voorbehouden aan woningen. Tevens vond het ambulant revalidatiecentrum Klimop er onderdak.